# Revolta da Armada
A Revolta da Armada foi um movimento de rebelião promovido por unidades da Marinha do Brasil contra os dois primeiros governos republicanos do país, que estavam tomando feições de uma ditadura militar. A revolta desenvolveu-se em dois momentos; uma no governo de Deodoro da Fonseca e outra no governo que se seguiu, de Floriano Peixoto.

## Primeira Revolta da Armada

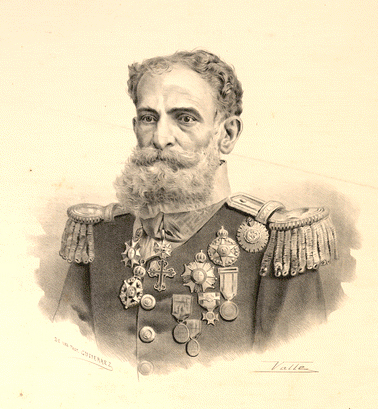
O presidente Deodoro da Fonseca

Em novembro de 1891, registrou-se como reação à atitude do presidente da República, marechal Deodoro da Fonseca que, em meio a uma crise institucional, agravada por uma grave crise econômica, e com dificuldades em negociar com a oposição, em flagrante violação da Constituição recém-promulgada em 1891, ordenou o fechamento do Congresso. Unidades da Armada na baía de Guanabara, sob a liderança do almirante Custódio de Melo, sublevaram-se e ameaçaram bombardear a cidade do Rio de Janeiro, então capital da República. Para evitar uma guerra civil, o marechal Deodoro renunciou à Presidência da República (23 de novembro de 1891).
Com a renúncia de Deodoro, que ocorreu apenas nove meses depois do início de seu governo, o vice-presidente Floriano Peixoto assumiu o cargo (1892). A Constituição de 1891, no entanto, garantia que, se a presidência ou a vice-presidência ficassem vagas antes de se completarem dois anos de mandato, deveria ocorrer uma nova eleição, o que fez com que a oposição começasse a acusar Floriano por manter-se ilegalmente à frente da nação.

## Segunda Revolta da Armada
Começou a delinear-se em março de 1892, quando treze generais enviaram uma Carta-Manifesto ao Presidente da República, Floriano Peixoto. Este documento exigia a convocação de novas eleições presidenciais para que, cumprindo-se o dispositivo constitucional, se estabelecesse a tranquilidade interna na nação. Floriano reprimiu duramente o movimento, determinando a prisão de seus líderes.
Concidadãos,

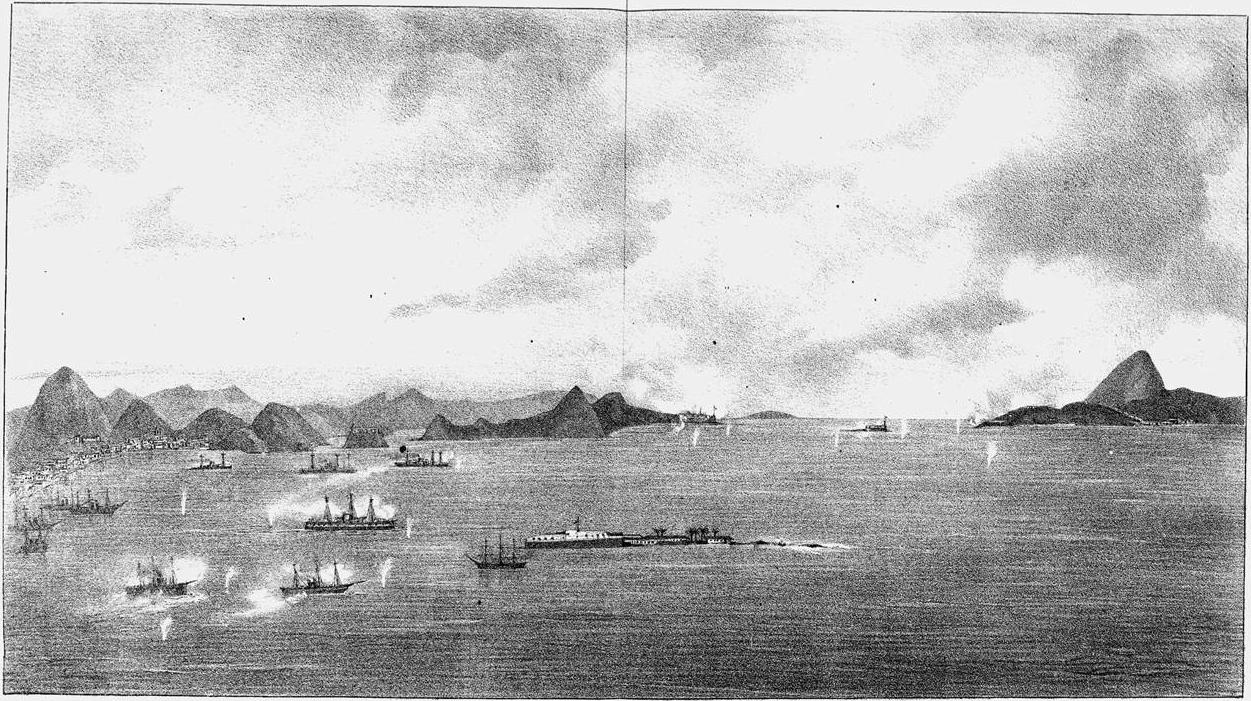
Aspecto da Baía de Guanabara no dia 13 de setembro de 1893, durante o bombardeio entre as fortalezas e os navios revoltosos.

Contra a Constituição e contra a integridade da própria Nação, o chefe do Executivo [Floriano Peixoto] mobilizou o Exército discricionariamente, pô-lo em pé de guerra e despejou-o nos infelizes estados de Santa Catarina e Rio Grande do Sul. Contra quem? Contra o inimigo do exterior, contra estrangeiros? Não. O vice-presidente armou brasileiros contra brasileiros; levantou legiões de supostos patriotas, levando o luto, a desolação e a miséria a todos os ângulos da República (...).
Sentinela do Tesouro Nacional como prometera, o chefe do Executivo perjurou, iludiu a Nação, abrindo com mão sacrílega as arcas do erário público a uma política de suborno e corrupção. (...)
Viva a Nação Brasileira! Viva a República! Viva a Constituição!
Capital da República, 6 de setembro de 1893.
— Contra-Almirante Custódio José de Melo (in: Jornal do Brasil)

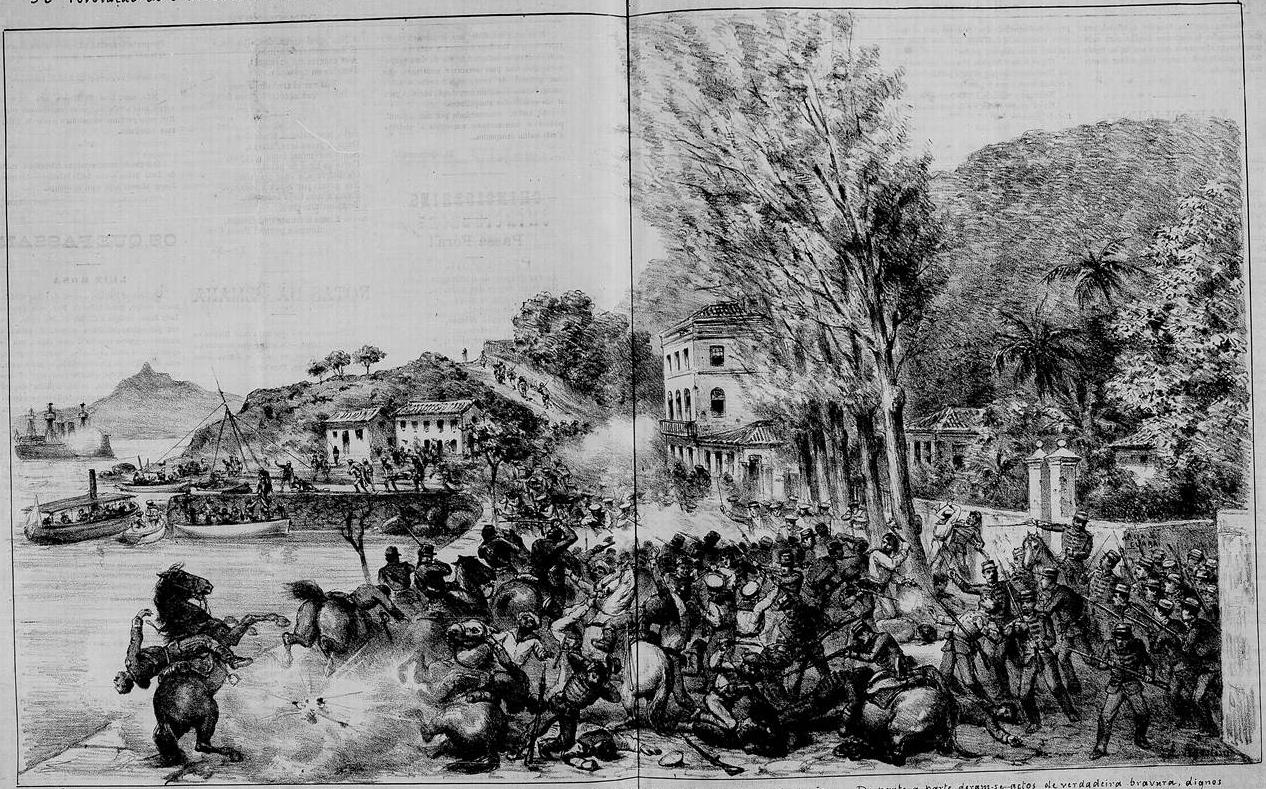
O Combate da Armação, em Niterói (9 de fevereiro de 1894).

Em 6 de setembro de 1893 um grupo de altos oficiais da Marinha exigiu a imediata convocação dos eleitores para a escolha dos governantes. Entre os revoltosos estavam os almirantes Saldanha da Gama, Eduardo Wandenkolk e Custódio de Melo, ex-ministro da Marinha e candidato declarado à sucessão de Floriano. Sua adesão refletia o descontentamento da Armada com o pequeno prestígio político da Marinha em comparação ao do Exército. No movimento encontravam-se também jovens oficiais e muitos monarquistas.

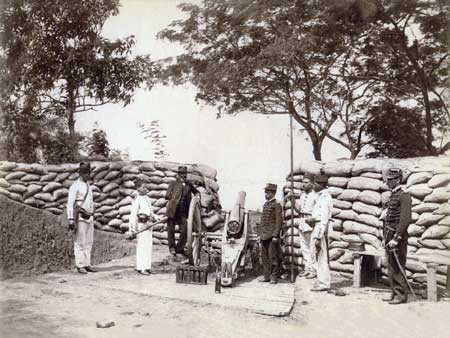
Fortificação de campanha (1894). Vê-se um canhão de 280 mm (único no Brasil), posicionado à barbeta, e soldados do 4º Batalhão de Artilharia da Guarda Nacional.

A revolta teve pouco apoio político e popular na cidade do Rio de Janeiro, onde a partir de 13 de setembro diversas unidades encouraçadas trocaram tiros com a artilharia dos fortes em poder do Exército. Houve sangrenta batalha na Ponta da Armação, em Niterói, área guarnecida por aproximadamente 3 mil governistas, os quais eram compostos entre outros por batalhões da Força Pública e da Guarda Nacional. Por conta dos acontecimentos da revolta, durante o governo de José Tomás da Porciúncula a capital do estado do Rio de Janeiro, então a cidade de Niterói, foi transferida para a cidade de Petrópolis em 1894, de onde só retornou em 1903. Sem chance de vitória na baía da Guanabara, os revoltosos dirigiram-se para sul do país. Alguns efetivos desembarcam na cidade de Desterro (atual Florianópolis) e tentaram, inutilmente, articular-se com os federalistas gaúchos.

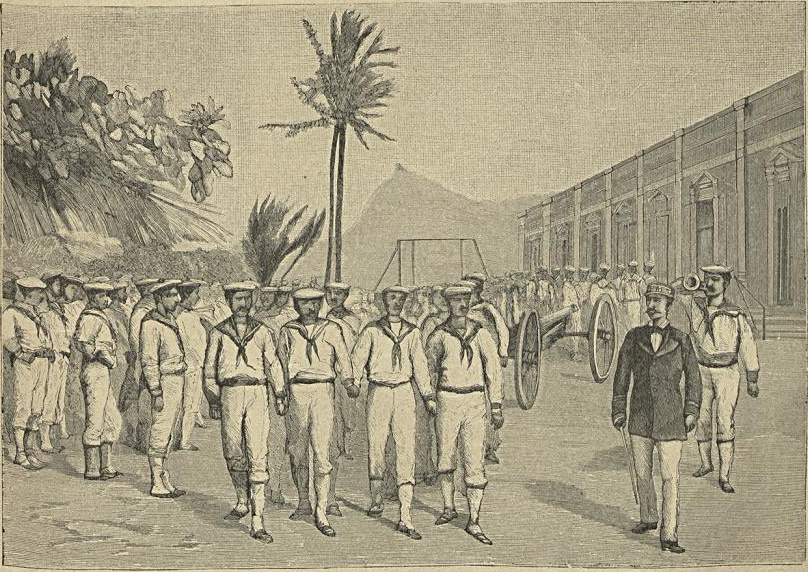
A rendição dos insurrectos.

O presidente da República, apoiado pelo Exército brasileiro, pelo Partido Republicano Paulista e também pelos Estados Unidos, conteve o movimento em março de 1894, para o que fez adquirir, às pressas, no exterior, por meio do empresário e banqueiro estadunidense Charles Ranlett Flint, alguns navios de guerra, a chamada "frota de papel". Essa frota, adquirida nos Estados Unidos, foi também denominada pelos governistas como "Esquadra Flint" e viajou do porto de Nova York até a baía de Guanabara tripulada por mercenários Americanos incluindo o Almirante Benham, de  acordo com Joaquim Nabuco, as tropas contratadas para auxiliar o governo federal eram "a pior escória de filibusteiros americanos".
Quando pareceu iminente a concessão coletiva do reconhecimento, em virtude de acordo entre vários governos, a esquadra americana recebeu ordem de romper à bala o bloqueio do Rio de Janeiro. E os cruzadores de Benham, na manhã de 29 de janeiro de 1894, selaram o fim irremediável da revolta. Em março de 1894 a rebelião estava vencida.  
O rigor de Floriano Peixoto ante os dois movimentos revolucionários lhe valeu o cognome Marechal de Ferro.

## Intervenção americana

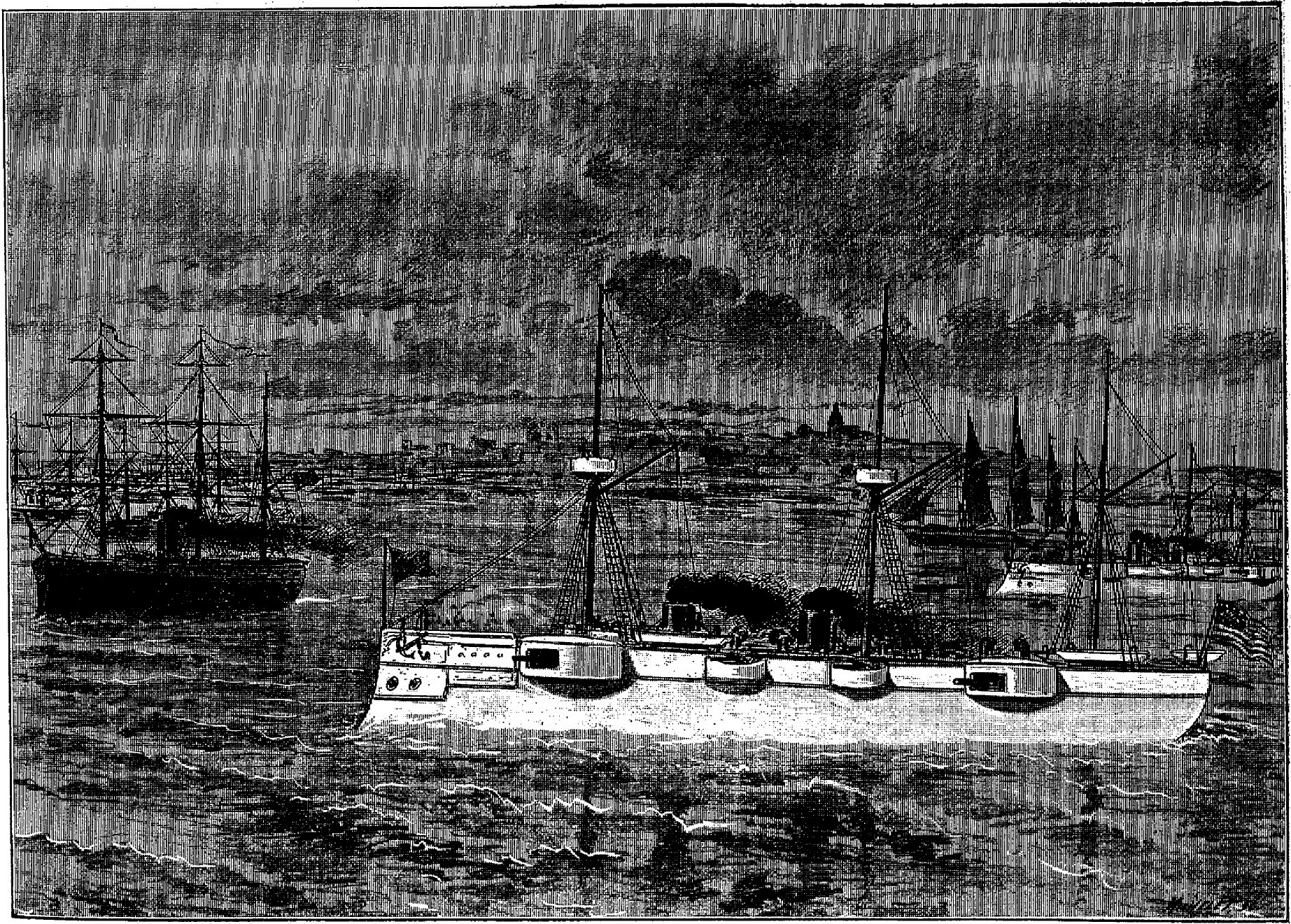
O cruzador estadunidense Detroit, na Baía de Guanabara.

Os Estados Unidos marcaram presença nos conflitos em dois momentos. Na primeira ocasião, pressionando o marechal Deodoro para renunciar e, assim, Floriano Peixoto assumir a presidência brasileira. A segunda foi em 1894, após três navios americanos serem supostamente atacados pelos rebeldes. Tal episódio ficou conhecido como Caso do Rio de Janeiro. Com isto, os norte-americanos enviaram uma frota para ajudar o governo brasileiro, combatendo os revoltosos e destruindo um bloqueio que ocorria no Rio de Janeiro. A intervenção estrangeira também é mencionada em um livro de Sergio Corrêa da Costa, lançado em 1945 que contou com prefácio de João Filipe Pereira, ministro do exterior no governo Floriano Peixoto.

## O caso português

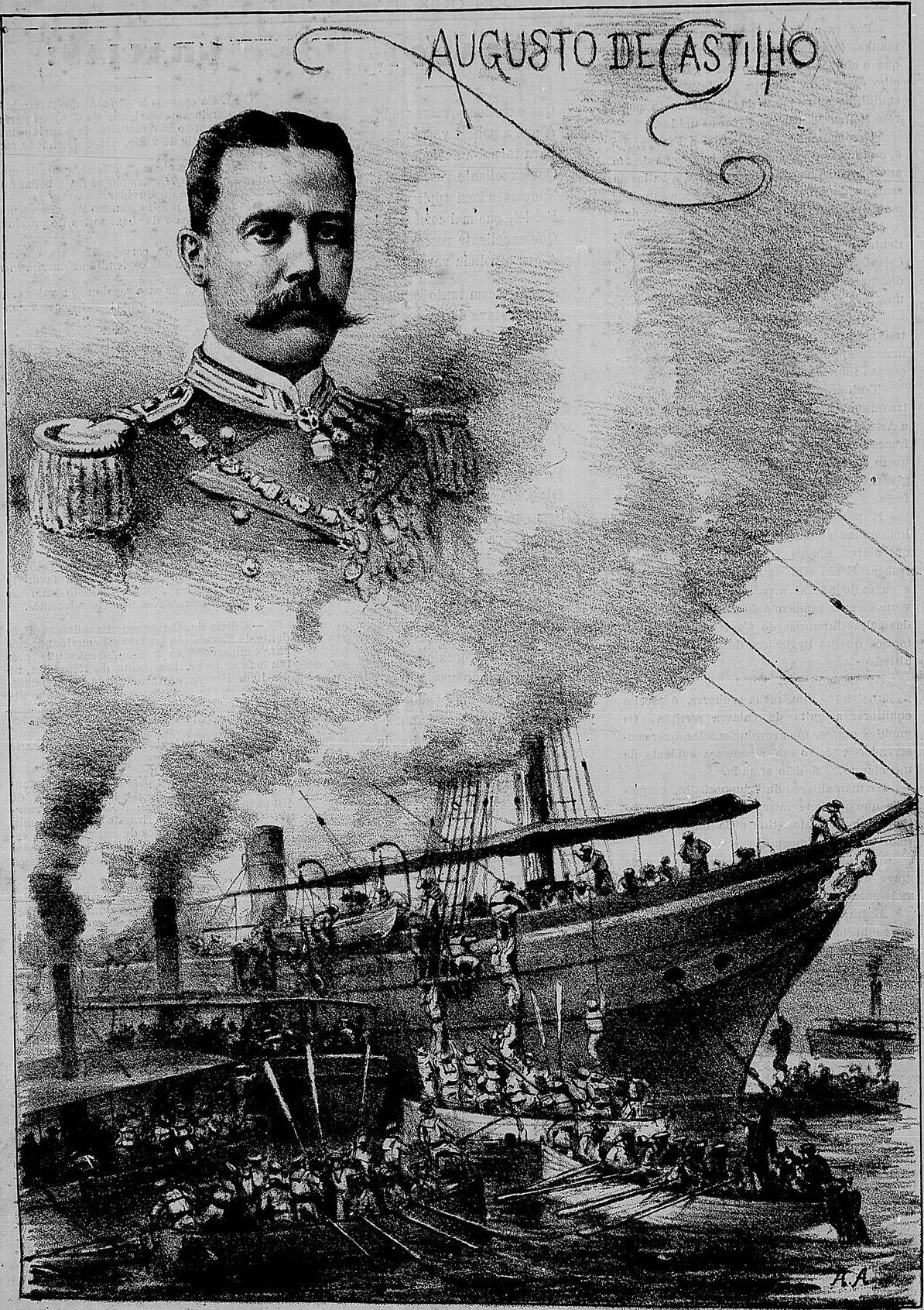
O capitão de fragata Augusto de Castilho, comandante da corveta portuguesa Mindello, e o episódio do asilo concedido aos insurgentes brasileiros da Revolta da Armada, que assim ficaram salvos da morte

No dia 13 de março de 1894 o capitão de fragata português Augusto de Castilho concedeu asilo ao almirante Saldanha da Gama e rebeldes sobreviventes. O governo brasileiro reconheceu o ato do português, afirmando:
“é inspirado em sentimentos humanitários, vê-se todavia obrigado a reclamar a entrega daqueles
indivíduos, por entender que, como criminosos que são, não estão no direito de gozar da proteção que tiveram.” 
O governo brasileiro afirmava que o crime cometido pelos rebeldes era de pirataria, sendo assim não tinham o direito de asilo por não estarem sendo reprimidos por motivos políticos. O governo português entendeu que eram criminosos políticos, mas se comprometeu a não desembarcá-los em território estrangeiro, mantendo-os a bordo até a solução diplomática.
Porém, o capitão Augusto de Castilho afirmava que os seus navios (Mindello e Affonso de Albuquerque) não tinham condições de atravessar o Atlântico para desembarcar os brasileiros em território português, navegando com os rebeldes para a Bacia do rio da Prata, onde se pretendia fretar um navio para levar os rebeldes para Angola, contudo, com os navios fundeados no Prata, ocorre uma fuga de 254 rebeldes, incluindo do almirante Saldanha da Gama, que posteriormente viria a se unir na luta dos revolucionários na Revolução Federalista. Este ocorrido fez com que o ministro de relações exteriores do Brasil, Alexandre Cassiano do Nascimento rompesse relações com Portugal, que seriam reatadas durante o governo de Prudente de Moraes.

## Embarcações rebeldes

### Embarcações da Marinha do Brasil
- Encouraçado de Esquadra Aquidabã
- Encouraçado Sete de Setembro
- Encouraçado Fluvial Javari
- Cruzador República
- Cruzador Tamandaré
- Cruzador Trajano
- Cruzador Auxiliar Esperança

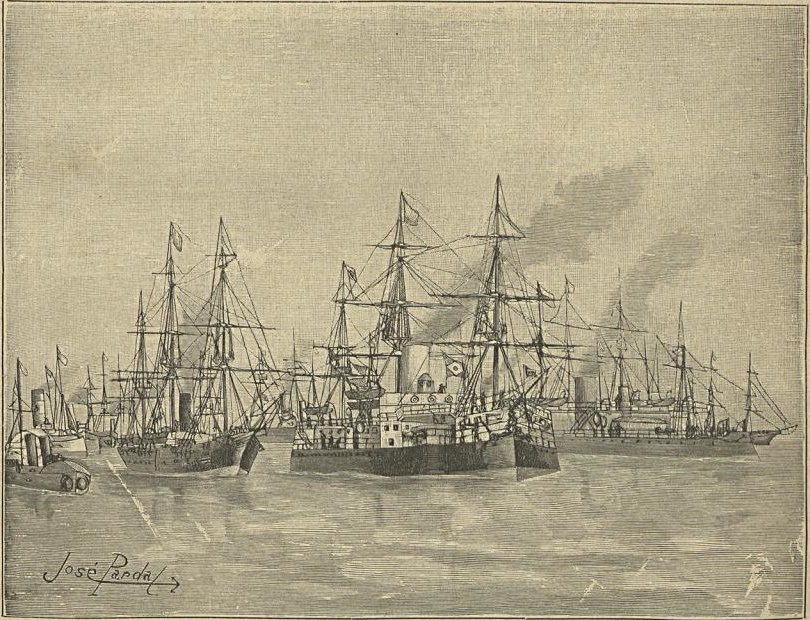
A esquadra insurrecta.

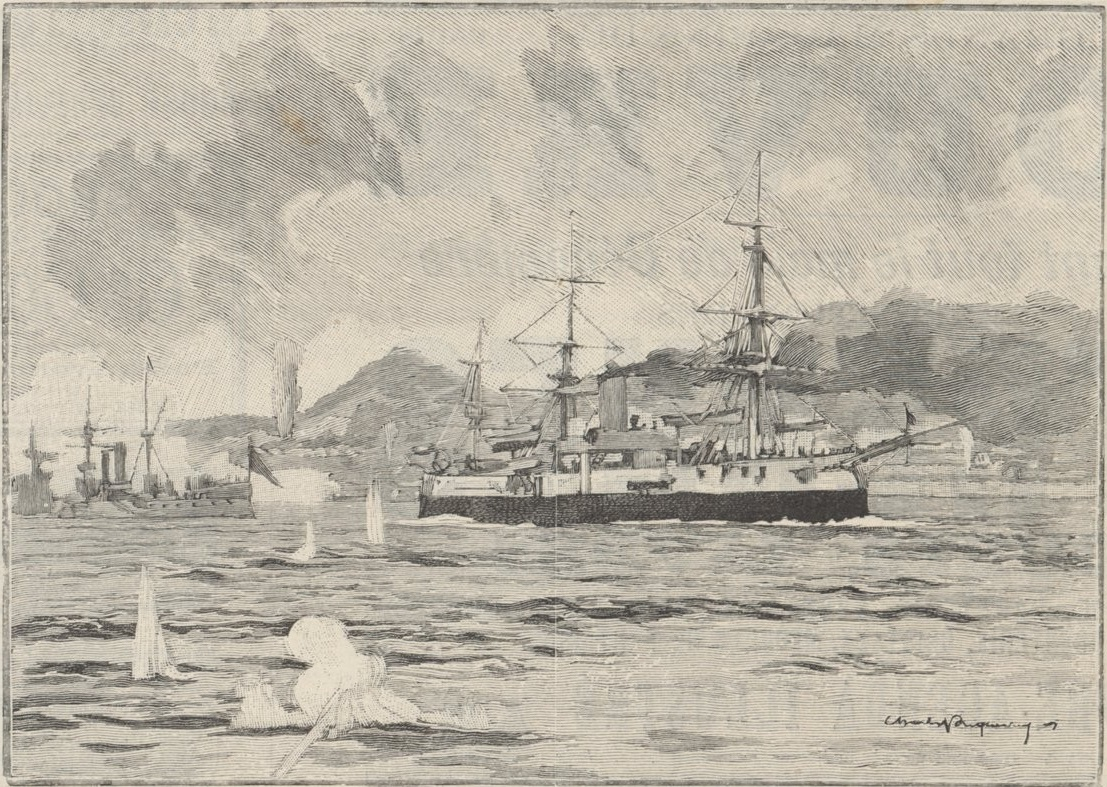
Encouraçado de Esquadra Aquidabã bombardeando os Fortes do Rio de Janeiro.

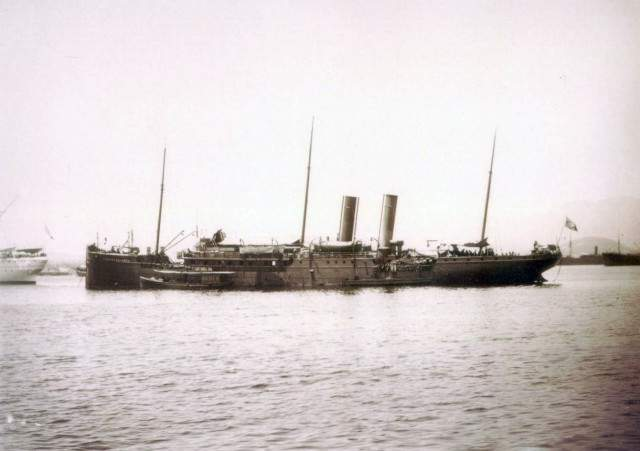
Cruzador Auxiliar Pereira da Cunha.

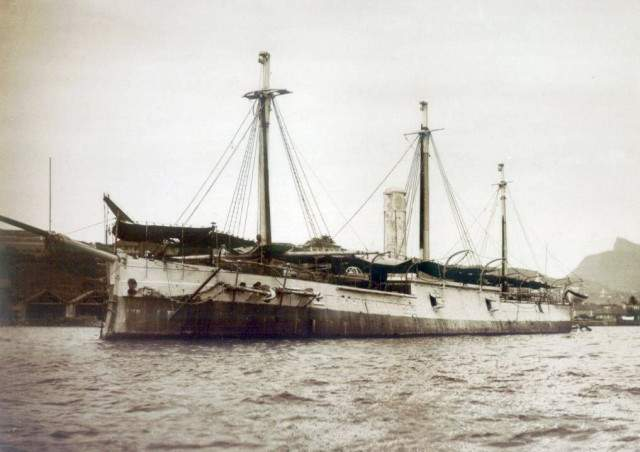
Encouraçado Sete de Setembro.

- Cruzador Auxiliar Pereira da Cunha
- Canhoneira Marajó
- Torpedeira Araguari
- Torpedeira Iguatemi
- Torpedeira Marcílio Dias
- Navio Transporte Madeira

### Embarcações civis incorporadas pelos rebeldes
Estas embarcações foram confiscadas pelas forças rebeldes, a fim de suprir as suas necessidades de combustível, munições e víveres:
- da Companhia Frigorífica Fluminense:
  - Júpiter
  - Marte
  - Mercúrio
  - Paraíba
  - Vênus
  - Uranus
- da Navegación Lage:
  - Adolpho de Barros
  - Gil Blas
- do Lloyd Brasileiro:
  - Meteoro
- da Wilson & Sons:
  - Luci
  - Guanabara
  - Vulcano
  - Glória
  - Bitencourt